# Sportverein Waldhof Mannheim 07 1963-1964
Questa voce raccoglie le informazioni riguardanti lo Sportverein Waldhof Mannheim 07 nelle competizioni ufficiali della stagione 1963-1964.

## Stagione
Nella stagione 1963-1964 il Waldhof Mannheim, allenato da Fred Hoffmann I, concluse il campionato di Regionalliga sud all'11º posto.

## Rosa
| N. |                     | Ruolo | Calciatore            |
| -- | ------------------- | ----- | --------------------- |
|    | Germania (bandiera) | P     | Kurt Kobberger        |
|    | Germania (bandiera) | P     | Harald Kretzler       |
|    | Germania (bandiera) | P     | Helmut Maklicza       |
|    | Germania (bandiera) | D     | Karl-Friedrich Behnke |
|    | Germania (bandiera) | D     | Wolfgang Höfig        |
|    | Germania (bandiera) | D     | Werner Müller         |
|    | Germania (bandiera) | D     | Albert Preis          |
|    | Germania (bandiera) | D     | Günter Schilling      |
|    | Germania (bandiera) | D     | Walter Walz           |
|    | Germania (bandiera) | C     | Günter Göbel          |
|    | Germania (bandiera) | C     | Rolf Lederer          |

| N. |                     | Ruolo | Calciatore       |
| -- | ------------------- | ----- | ---------------- |
|    | Germania (bandiera) | C     | Heinz Maier      |
|    | Germania (bandiera) | C     | Manfred Schröder |
|    | Germania (bandiera) | A     | Alfred Brecht    |
|    | Germania (bandiera) | A     | Harald Ritter    |
|    | Germania (bandiera) | A     | Artur Schlüter   |
|    | Germania (bandiera) | A     | Heinz Schmitt    |
|    | Germania (bandiera) | A     | Klaus Sinn       |
|    | Germania (bandiera) | A     | Richard Straub   |
|    | Germania (bandiera) | A     | Günter Träutlein |
|    | Germania (bandiera) | A     | Heiner Ueberle   |

## Organigramma societario
Area tecnica
- Allenatore: Fred Hoffmann I
- Allenatore in seconda:
- Preparatore dei portieri:
- Preparatori atletici:
- Analisi video:

## Calciomercato

### Sessione estiva
| Acquisti | Acquisti        | Acquisti             | Acquisti |
| R.       | Nome            | da                   | Modalità |
| -------- | --------------- | -------------------- | -------- |
| A        | Alfred Brecht   | Bayern Monaco        |          |
| P        | Harald Kretzler | Waldhof Mannheim U19 |          |

| Cessioni | Cessioni | Cessioni | Cessioni |
| R.       | Nome     | a        | Modalità |
| -------- | -------- | -------- | -------- |

## Risultati

### Regionalliga

#### Girone di andata
| Arbitro: | Alt |

|                              |           |                               |
| Schlüter 39’ Brecht 48’, 66’ | Marcatori | 32’ Perras 39’, 84’ Tauchmann |

| Arbitro: | Wengenmayer |

|                            |           |            |
| Wendel 13’ Tagliaferri 83’ | Marcatori | 43’ Brecht |

| Arbitro: | Mathieu |

|           |           |  |
| Preis 90’ | Marcatori |  |

| Arbitro: | Kandlbinder |

|               |           |  |
| Ruoff 9’, 64’ | Marcatori |  |

| Arbitro: | Ebersberger |

|                                           |           |                    |
| Brecht 20’, 40’, 86’ Sinn 72’ Schmitt 84’ | Marcatori | 18’ John 30’ Krauß |

| Arbitro: | Gusenburger |

|  |           |                                                |
|  | Marcatori | 29’ (aut.) Schmidt 43’ Schmitt 57’, 66’ Straub |

| Arbitro: | Mohrs |

|            |           |  |
| Straub 10’ | Marcatori |  |

| Arbitro: | Fischer |

|                   |           |  |
| Veit 55’ Bast 60’ | Marcatori |  |

| Arbitro: | Kreitlein |

|              |           |          |
| Träutlein 3’ | Marcatori | 86’ Gast |

| Kassel 13 ottobre 1963 10ª giornata             | Hessen Kassel | 1 – 0 referto | Waldhof Mannheim | Auestadion |
| \| \| \| \| \| Fritzsche 75’ \| Marcatori \| \| |               |               |                  |            |
|                                                 |               |               |                  |            |
| Fritzsche 75’                                   | Marcatori     |               |                  |            |

| Arbitro: | Jedele |

|                           |           |                                |
| Maier 13’ Straub 32’, 67’ | Marcatori | 38’ Winterling 85’ Winterstein |

| Arbitro: | Frickel |

|                  |           |  |
| Stocker 75’, 86’ | Marcatori |  |

| Arbitro: | Herbort |

|               |           |          |
| Träutlein 38’ | Marcatori | 74’ Herr |

| Arbitro: | Treiber |

|                       |           |  |
| Drescher 25’ Ipta 75’ | Marcatori |  |

| Arbitro: | Tremmel |

|  |           |              |
|  | Marcatori | 54’ Hoffmann |

| Arbitro: | Gathof |

|                        |           |  |
| Träutlein 43’ Sinn 88’ | Marcatori |  |

| Arbitro: | Maurus |

|                                        |           |  |
| Linkert 25’ Desch 29’, 67’ Hammann 65’ | Marcatori |  |

| Arbitro: | Binder |

|                        |           |                                               |
| Müller 61’ Schmitt 85’ | Marcatori | 15’ Weber 38’ Sperr 51’ Slatina 86’ Mikulasch |

| Arbitro: | Ebersberger |

|                |           |  |
| Studenroth 68’ | Marcatori |  |

#### Girone di ritorno
| Arbitro: | Schreiner |

|  |           |                                           |
|  | Marcatori | 15’ Tagliaferri 70’ Kasperski 78’ Gresens |

| Arbitro: | Brucker |

|                            |           |  |
| Stöhr 20’, 64’ Somogyi 74’ | Marcatori |  |

| Arbitro: | Gusenburger |

|                                        |           |                     |
| Schlüter 6’ Straub 33’, 66’ Müller 40’ | Marcatori | 44’ Ruoff 59’ Steeb |

| Arbitro: | Saal |

|  |           |            |
|  | Marcatori | 10’ Straub |

| Arbitro: | Kreitlein |

|                        |           |  |
| Müller 38’ Schmitt 44’ | Marcatori |  |

| Arbitro: | Scheuring |

|                                   |           |                         |
| Schäfer 13’, 35’ Preis 88’ (aut.) | Marcatori | 19’ Schröder 61’ Brecht |

| Arbitro: | Güller |

|                             |           |             |
| Schmitt 32’, 68’ Brecht 88’ | Marcatori | 79’ Ringhof |

| Arbitro: | Jedele |

|              |           |              |
| Süß 22’, 69’ | Marcatori | 29’ Schlüter |

| Arbitro: | Peters |

|               |           |                      |
| Träutlein 20’ | Marcatori | 47’ Kuster 85’ Assmy |

| Arbitro: | Jedele |

|               |           |              |
| Feilhuber 75’ | Marcatori | 10’ Schlüter |

| Arbitro: | Spinnler |

|                                          |           |                         |
| Schlüter 23’ Schmitt 43’ Brecht 53’, 58’ | Marcatori | 48’ Siebert 78’ Stocker |

| Arbitro: | Rodenhausen |

|  |           |            |
|  | Marcatori | 40’ Müller |

| Arbitro: | Kolb |

|              |           |                                            |
| Schlüter 31’ | Marcatori | 67’ Schneider 70’ Ohlhauser 87’ Brenninger |

| Augusta 12 aprile 1964 33ª giornata                                 | Schwaben Augusta | 1 – 2 referto          | Waldhof Mannheim | Rosenaustadion (6 000 spett.) |
| \| \| \| \| \| Schmid 62’ \| Marcatori \| 43’ Schmitt 75’ Müller \| |                  |                        |                  |                               |
|                                                                     |                  |                        |                  |                               |
| Schmid 62’                                                          | Marcatori        | 43’ Schmitt 75’ Müller |                  |                               |

| Arbitro: | Gusenburger |

|                                                            |           |  |
| Schweighöfer 26’ Krüger 50’ Lederer 69’ (aut.) Masurek 81’ | Marcatori |  |

| Arbitro: | Neumeier |

|                             |           |           |
| Schlüter 27’, 84’ Maier 54’ | Marcatori | 70’ Gunne |

| Arbitro: | Treiber |

|           |           |            |
| Gruber 1’ | Marcatori | 49’ Müller |

| Arbitro: | Gathof |

|                                         |           |  |
| Müller 13’ Schilling 31’ Preis 55’, 81’ | Marcatori |  |

| Arbitro: | Brucker |

|               |           |               |
| Schneider 86’ | Marcatori | 11’ Träutlein |

## Statistiche

### Statistiche di squadra
| Competizione     | Punti | In casa | In casa | In casa | In casa | In casa | In casa | In trasferta | In trasferta | In trasferta | In trasferta | In trasferta | In trasferta | Totale | Totale | Totale | Totale | Totale | Totale | DR |
| Competizione     | Punti | G       | V       | N       | P       | Gf      | Gs      | G            | V            | N            | P            | Gf           | Gs           | G      | V      | N      | P      | Gf     | Gs     | DR |
| ---------------- | ----- | ------- | ------- | ------- | ------- | ------- | ------- | ------------ | ------------ | ------------ | ------------ | ------------ | ------------ | ------ | ------ | ------ | ------ | ------ | ------ | -- |
| Regionalliga sud | 36    | 19      | 11      | 3       | 5       | 41      | 28      | 19           | 4            | 3            | 12           | 15           | 32           | 38     | 15     | 6      | 17     | 56     | 60     | -4 |
| Totale           | 36    | 19      | 11      | 3       | 5       | 41      | 28      | 19           | 4            | 3            | 12           | 15           | 32           | 38     | 15     | 6      | 17     | 56     | 60     | -4 |

### Andamento in campionato
| Giornata  | 1 | 2  | 3  | 4  | 5  | 6 | 7 | 8 | 9 | 10 | 11 | 12 | 13 | 14 | 15 | 16 | 17 | 18 | 19 | 20 | 21 | 22 | 23 | 24 | 25 | 26 | 27 | 28 | 29 | 30 | 31 | 32 | 33 | 34 | 35 | 36 | 37 | 38 |
| --------- | - | -- | -- | -- | -- | - | - | - | - | -- | -- | -- | -- | -- | -- | -- | -- | -- | -- | -- | -- | -- | -- | -- | -- | -- | -- | -- | -- | -- | -- | -- | -- | -- | -- | -- | -- | -- |
| Luogo     | C | T  | C  | T  | C  | T | C | T | C | T  | C  | T  | C  | T  | C  | C  | T  | C  | T  | C  | T  | C  | T  | C  | T  | C  | T  | C  | T  | C  | T  | C  | T  | T  | C  | T  | C  | T  |
| Risultato | N | P  | V  | P  | V  | V | V | P | N | P  | V  | P  | N  | P  | P  | V  | P  | P  | P  | P  | P  | V  | V  | V  | P  | V  | P  | P  | N  | V  | V  | P  | V  | P  | V  | N  | V  | N  |
| Posizione | 6 | 15 | 10 | 13 | 10 | 9 | 7 | 8 | 8 | 9  | 9  | 9  | 10 | 12 | 12 | 11 | 11 | 14 | 13 | 15 | 18 | 14 | 13 | 12 | 13 | 13 | 13 | 14 | 14 | 13 | 11 | 12 | 12 | 13 | 11 | 11 | 11 | 11 |

Legenda:

Luogo: C = Casa; T = Trasferta. Risultato: V = Vittoria; N = Pareggio; P = Sconfitta.

### Statistiche dei giocatori
| K. Behnke    | 36 | 0  | 0 | 0 |
| A. Brecht    | 18 | 10 | 0 | 0 |
| G. Göbel     | 2  | 0  | 0 | 0 |
| W. Höfig     | 35 | 0  | 0 | 0 |
| K. Kobberger | 0  | 0  | 0 | 0 |
| H. Kretzler  | 7  | 0  | 0 | 0 |
| R. Lederer   | 30 | 0  | 0 | 0 |
| H. Maier     | 12 | 2  | 0 | 0 |
| H. Maklicza  | 31 | 0  | 0 | 1 |
| W. Müller    | 22 | 7  | 0 | 0 |
| A. Preis     | 37 | 3  | 0 | 0 |
| H. Ritter    | 3  | 0  | 0 | 0 |
| G. Schilling | 30 | 1  | 0 | 0 |
| A. Schlüter  | 23 | 8  | 0 | 0 |
| H. Schmitt   | 38 | 8  | 0 | 0 |
| M. Schröder  | 7  | 1  | 0 | 0 |
| K. Sinn      | 33 | 2  | 0 | 0 |
| R. Straub    | 25 | 8  | 0 | 1 |
| G. Träutlein | 15 | 5  | 0 | 0 |
| H. Ueberle   | 1  | 0  | 0 | 0 |
| W. Walz      | 13 | 0  | 0 | 1 |